# Femoracoelotes latus
Femoracoelotes latus là một loài nhện trong họ Agelenidae.
Loài này thuộc chi Femoracoelotes. Femoracoelotes latus được miêu tả năm 2001 bởi Jia-Fu Wang, Tso & Wu.